# Universität Yamanashi

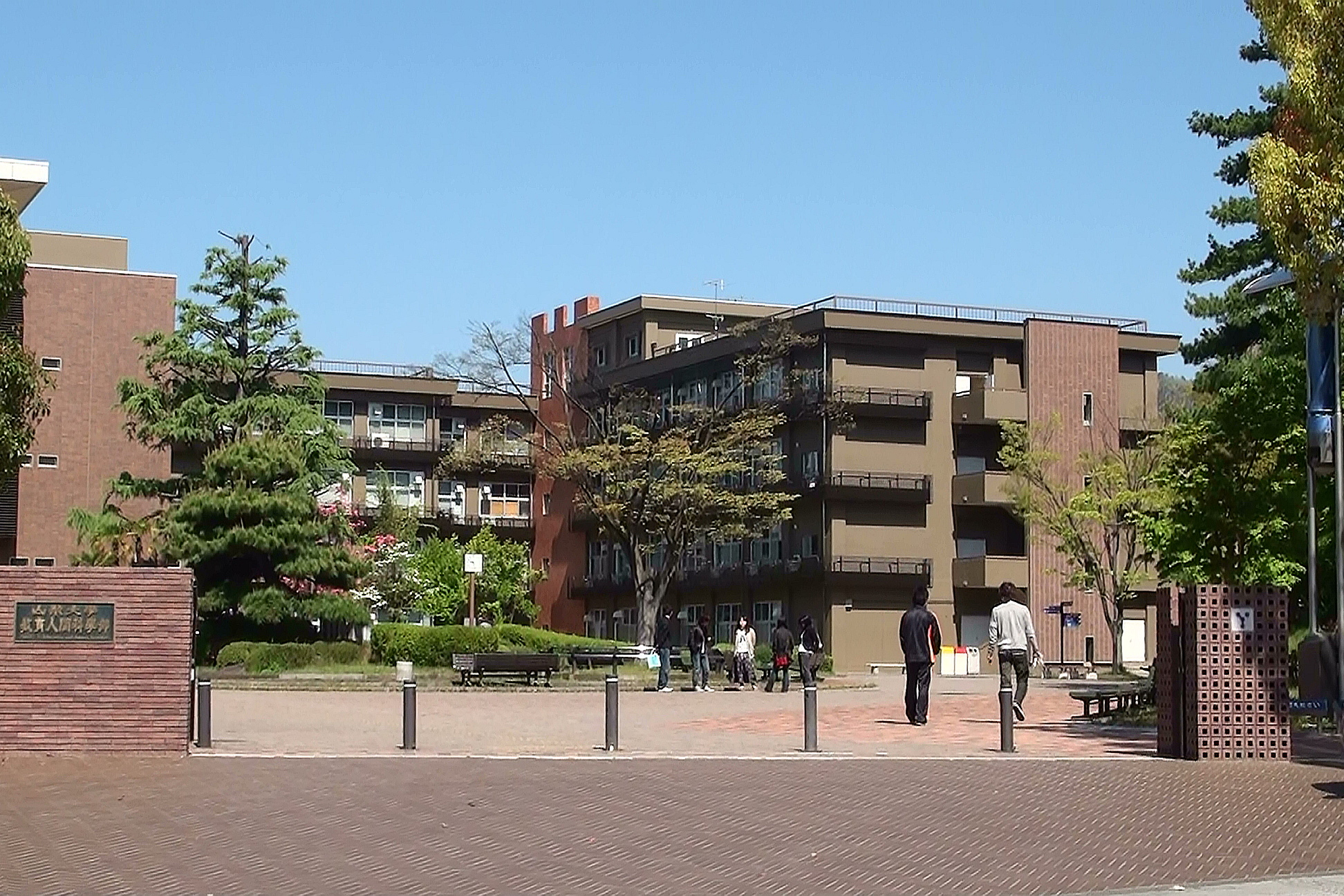
Kōfu-Campus (Pädagogik)

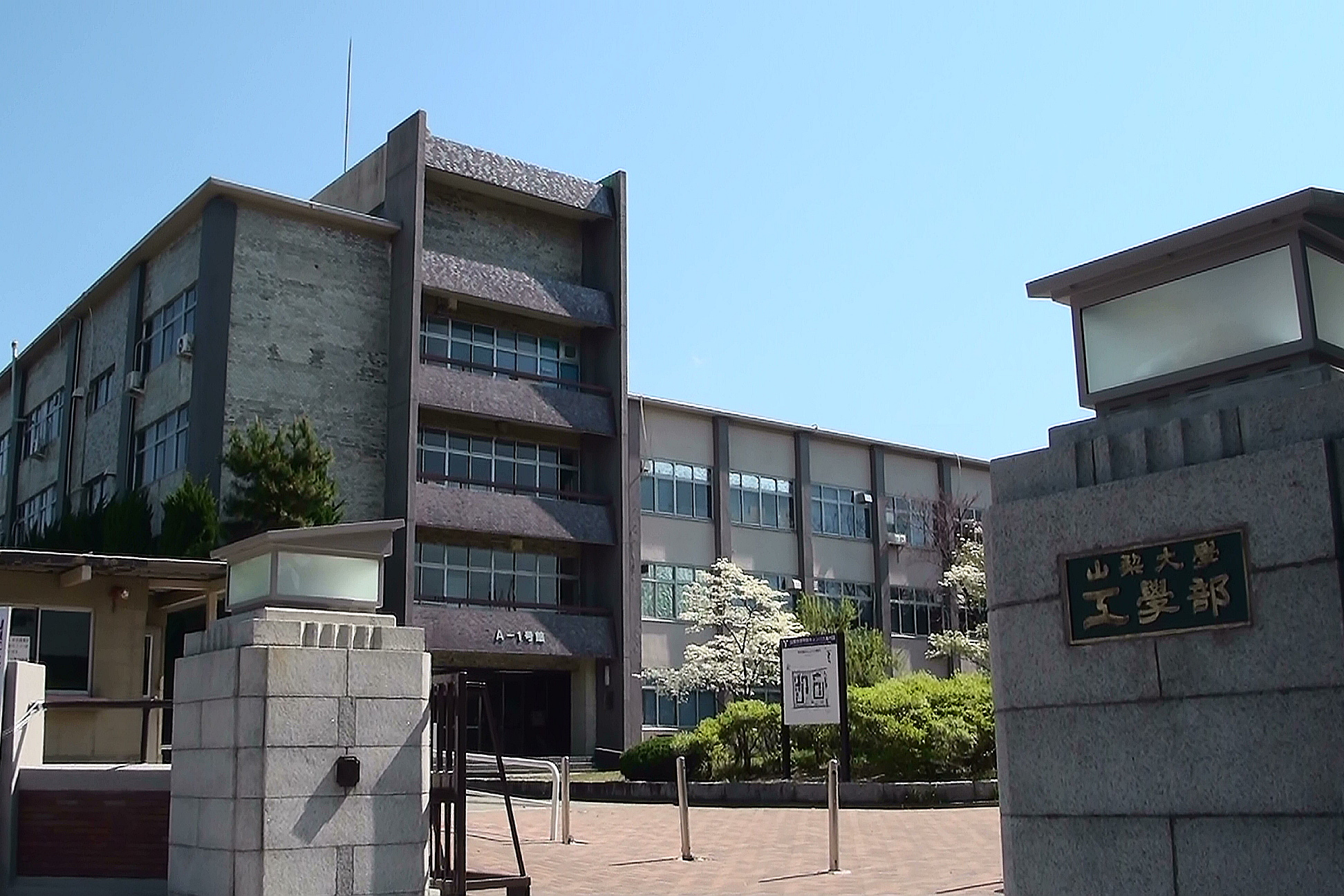
Kōfu-Campus (Ingenieurwissenschaften)

Die Universität Yamanashi (japanisch 山梨大学 Yamanashi daigaku, englisch University of Yamanashi, kurz: japanisch 梨大 Nashidai) ist eine staatliche Universität in Japan. Der Hauptcampus liegt in Kōfu in der Präfektur Yamanashi.

## Einordnung
Als einzige national finanzierte staatliche Universität in der Präfektur Yamanashi ist sie günstiger als private Universitäten und aus diesem Grunde sehr begehrt bei Studenten. Daher können, von allen Studenten, die sich in Yamanashi bewerben, nur diejenigen immatrikulieren, die in der Zentralprüfung, einer Abitur-ähnlichen Abschlussprüfung in der 12. Klasse, die meisten Punkte erreichen konnten. Das Hochschulwesen in Japan ist sehr hierarchisch, die Anforderungen zwischen staatlichen Universitäten und privaten Universitäten unterscheiden sich sehr. Außerdem geht Anwesenheit mit bis zu 50 % der Punkte in die Endbewertung des Abschlusszeugnisses ein. An einigen privaten und präfekturalen Universitäten ist nicht einmal eine Abschlussarbeit erforderlich. So zum Beispiel bei der auf Sport spezialisierten nahegelegenen präfektural finanzierten Yamanashi Gakuin Daigaku.
Aufgrund dieser Hierarchie im Hochschulwesen hängen Einstiegschancen und späteres Beschäftigungsfeld auch weniger von Abschlussarbeit und Fachrichtung ab,
sondern größtenteils vom Namen der Hochschule auf dem Abschlusszeugnis, oft wechseln die Absolventen danach komplett ihre Ausrichtung und werden im Unternehmen umgeschult.

## Geschichte
Die Universität Yamanashi wurde 2002 durch den Zusammenschluss der zwei staatlichen Hochschulen gegründet. Dies waren die (ältere) Universität Yamanashi (engl. Yamanashi University, gegründet 1949) und die Medizinische Hochschule Yamanashi (山梨医科大学, Yamanashi ika daigaku, gegründet 1978).
Der älteste Ursprung der Universität liegt in der Kitenkan (徽典館), die 1795 vom Tokugawa-Shogunat als Zweigschule der Shōheizaka-Lehranstalt (昌平坂学問所, Shōheizaka gakumon-jo in Edo) gegründet wurde. 1873 nach der Meiji-Restauration wurde sie zur Kaichi-Schule (開智学校, Kaichi gakkō) und 1875 dann zur Präfekturalen Normalschule Yamanashi (山梨県師範学校, Yamanashi-ken shihan gakkō). 1883 verlor die Schule die Bücher der Kitenkan durch Feuer. 1910 zog die Schule in den heutigen Kōfu-Campus (West). 1943 wurde sie zur staatlichen Normalschule Yamanashi (山梨師範学校, Yamanashi shihan gakkō).
Andere Vorgängerin der Universität war das Technikum Yamanashi (山梨工業専門学校, Yamanashi kōgyō semmon gakkō). Es wurde 1924 als Höhere Technische Schule Yamanashi (山梨高等工業学校, Yamanashi kōtō kōgyō gakkō) gegründet und hatte drei Abteilungen (Maschinenbau, Elektrotechnik und Bauingenieurwesen). Ihr ehemaliger Sitz ist heute der Kōfu-Campus (Ost). Später fügte sie mehr Abteilungen hinzu (Elektrokommunikation, Chemietechnik usw.), und 1944 wurde sie in Technikum Yamanashi umbenannt. 1947 gründete das Technikum das Forschungsinstitut für Fermentation (heute: Forschungsinstitut für Önologie und Weinbau an der Universität Yamanashi (jap. 山梨大学大学院医学工学総合研究部附属ワイン科学研究センター, engl. the Institute of Enology and Viticulture, University of Yamanashi)).
Die Normalschule, das Technikum und die Jugend-Normalschule Yamanashi (山梨青年師範学校, Yamanashi seinen shihan gakkō, gegründet 1921) wurden 1949 zur (älteren) Universität Yamanashi zusammengelegt.

## Fakultäten
- Kōfu-Campus (in Kōfu, Yamanashi, 35° 40′ 42,3″ N, 138° 34′ 22,2″ OKoordinaten: 35° 40′ 42,3″ N, 138° 34′ 22,2″ O):
  - Fakultät für Pädagogik und Humanwissenschaft
  - Fakultät für Ingenieurwissenschaften
- Fakultät für Medizin  (in Chūō, Yamanashi, 35° 36′ 34,2″ N, 138° 32′ 12,3″ O)